# 約翰·麥克連
約翰·麥克連（英語：John McClane）是一位虛構的人物和《終極警探》系列的主角，在電影中由布魯斯·威利飾演，這同時也是威利較為知名的角色之一。

## 人物
該角色最初是取自於羅德里克·索普的暢銷小說《世事無常》中的偵探喬·利蘭。
麥克連是一名虛構警察，在電影中的形象為無論多危險的情況和面對兇惡的敵人，麥克連都能如不死之身般倖存。他時常以俏皮話來嘲諷他人，較著名的是「中大獎，王八蛋」（Yippee-ki-yay, motherfucker）。
《終極警探》的反派漢斯·格魯伯稱他是「不過只是另一個美國....認為自己是約翰·韋恩的人」。麥克連時常被塑造成是一名非自願英雄，且常常獨自行動，靠自己的力量破壞惡徒們的計畫。在第四集中，他知道自己將遭遇危險，但表示「因為沒有其他人來做，如果有人，他會很樂意讓別人去做」。

## 登場作品

### 電影
- 《終極警探》（1988）
- 《終極警探2》（1990）
- 《終極警探3》（1995）
- 《終極警探4.0》（2007）
- 《終極警探：跨國救援》（2013）

### 電子遊戲
- 《決勝時刻：現代戰域》（2020）
- 《决胜时刻：黑色行动冷战》（2020）
- 《決勝時刻：Mobile》（2020）

## 反響
約翰·麥克連的動作硬漢角色形象與布魯斯·威利的演出已深獲影評人和觀眾的歡迎。《帝國雜誌》將約翰·麥克連列在「時時刻刻百大電影人物」中的第十二名。據MTV調查，演員和粉絲所評選的「史上最偉大的電影無賴」中，麥克連位居第三，僅次於艾倫·雷普利與骯髒哈利。

## 備註
1. ↑  「Yippee-ki-yay」在英語中是無意的擬音詞，在電影中，「Yippee-ki-yay, motherfucker」是翻譯作「中大獎，王八蛋」。

## 外部連結
- 互联网电影数据库上約翰·麥克連的资料